# Ознобишин, Никанор Иванович
Никано́р Ива́нович Озноби́шин (1726/27 гг., с. Троицкое Карсунского уезда Симбирской губернии — 14 сентября 1788) — русский переводчик, писатель и общественный деятель XVIII века. Дед поэта Дмитрия Ознобишина.

## Биография
Родился в дворянской семье помещика Ивана Михайловича Ознобишина в селе Троицком Карсунского уезда Симбирской губернии ориентировочно в 1726/27 гг. Служил в лейб-гвардии Преображенского полка, где получил чин сержанта.
Во время военной службы Н. И. Ознобишин оказался вовлеченным в литературный процесс своего времени, когда в России начала переводиться и публиковаться европейская литература. В марте 1757 г. Ознобишин перевёл с французского «Гисторию Николая Перваго, короля Парогуанскаго импереатора Мамелужскаго».
Жемчужиной европейской словесности считались «Нравоучительные новеллы» Сервантеса, которые во французском переводе привлекли внимание молодого литератора. Нравоучительные сочинения стали модными в эпоху Просвещения: так во Франции появились «Нравоучительные сказки» Мармонтеля (1761, 1763 гг.), которые оперативно перевёл на русский язык Д. И. Фонвизин для публикации в московском журнале М. М. Хераскова «Свободные часы» в 1763 г. Предполагается, что Ознобишин мог водить знакомство с этими видными литераторами.
Ознобишин вышел в отставку в чине подпоручика по болезни в 1762 году.
В 1767 году Никанор Иванович был избран в созданную по указу Екатерины II Уложенную комиссию — предположительно, от дворянства одного из уездов Пензенской губернии, где жил после отставки.
В 1773 году вступил добровольцем в Пензенский уланский корпус, сформированный из дворян губернии для противодействия восстанию Е. Пугачева.
В 1774 году командующий правительственными войсками генерал-аншеф П. И. Панин выдвинул Ознобишина на пост воеводского товарища в Пензенскую провинциальную канцелярию, где Никанор Иванович служил до 1779 года.
В сентябре 1780 года при создании Пензенского наместничества Ознобишина назначили председателем Пензенского губернского магистрата.
В апреле 1782 года вышел в отставку, сославшись на «болезни» и «приближающуюся старость», понуждающие «обратить взоры мои на двенадцать детей моих, по большей части малолетних».
В 1785 году Ознобишина избрали предводителем дворянства Мокшанского уезда Пензенской губернии.
Н. И. Ознобишин скончался 14 сентября 1788 года.

## Литературное творчество
XVIII в.в истории русской литературы характерен появлением переводной литературы, которая в то время большей частью издавалась анонимно, что соответствовало унаследованной от древнерусской книжности традиции. Ю. Д. Левин отмечал: «Переводчик нередко считался равноправным участником литературного процесса, и в сознании эпохи перевод и собственное литературное творчество были нерасторжимы».
Как указывает исследователь творчества Ознобишина и первооткрыватель его перевода Сервантеса (1761) О. М. Буранок, Никанор Иванович выполнил перевод нравоучительной новеллы Сервантеса «Сеньора Корнелия» (закончен в апреле 1761 года) ещё до того, как публика познакомилась с переводом «Дон Кихота» на русский язык (1769). В 1763 г. увидел свет перевод другой нравоучительной новеллы, «Две любовницы», с подзаголовком: «Гишпанская повесть Мих. Цервантеса Сааведры, авктора Дон Кишота», и долгое время это произведение считалось первым переводом Сервантеса на русский язык через посредничество французского перевода. Однако О. М. Буранок в 2003 году обнаружил в Российской государственной библиотеке рукопись новеллы, в числе трёх других рукописей Н. И. Ознобишина, и опубликовал её в 2005 году. Тем самым был подтверждён приоритет  Никанора Ознобишина в попыткн донести творчество Сервантеса до русской публики, что свидетельствует о литературном вкусе молодого переводчика и его информированности о европейской изящной словесности.
Первым прямым переводом Сервантеса с испанского на русский язык стала ещё одна «назидательная новелла» — «Прекрасная цыганка» (Смоленск, 1795 г.).
«Полезность, добродетельность, нравоучительность — основные побудительные мотивы русских переводчиков XVIII века», — отмечает Буранок, предполагая, что «молодого гвардейского офицера подкупили внутренняя красота героев, простодушный, наивный тон повествования, энтузиазм любви, преданность, великодушие, способность героев не только совершать ошибки, но и с готовностью раскаяться».
В общей сложности Ознобишин выполнил более двадцати переводов с французского языка, том числе перевёл авантюрную повесть эпохи раннего Просвещения «Несчастный француз, или Жизнь кавалера Беликурта, писанная им самим» (1764). О.М. Буранку удалось найти в Вологодской областной библиотеке вывезенный в октябре 1918 года второй сохранившийся в России (помимо собрания Российской государственной библиотеки) экземпляр романа из собрания владельцев имения Спасское-Куркино Резановых-Андреевых.
Ознобишин — автор автобиографического романа «Нещастный Никанор, или Приключения жизни российского дворянина, господина Н********» (ок. 1765), опубликованного в 1775 году.
Семейную традицию переводов и литературной деятельности продолжил внук Никанора Ивановича, Дмитрий Петрович Ознобишин.